# 킹스톤 테크놀로지
킹스톤 테크놀로지(영어: Kingston Corporation)는 미국의 플래시 메모리 카드 제품을 설계하고 시장에 판매하는 기업이다.

## 역사
킹스톤 테크놀로지는 1987년 10월 17일에 1Mbit 표면 실장 메모리 칩의 극심한 부족에 응하여 설립되었다.

## 경쟁사
- 삼성전자
- 소니
- 트랜센드
- 애플
- 샌디스크
- 마이크론 테크놀로지
- PNY 테크놀로지